# Campeonato Nigerino de Futebol
A Niger Premier League é a divisão principal do futebol nacional do Níger.< O Campeonato é organizado pelaFederação Nigerina de Futebol.

## Niger Premier League - Clubes 2013/14
- Akokana FC (Arlit)
- Nassara Alkali Club (Zinder)
- AS Douanes (Niamey)
- AS NIGELEC (Niamey)
- ASFAN (Niamey)
- ASGNN (Niamey)
- Dan Kassawa FC (Maradi)
- Espoir FC (Zinder)
- Kandadji Sport (Niamey)
- Olympic FC (Niamey)
- Sahel SC (Niamey)
- Urana FC (Arlit)
- US GN (Niamey)
- Zumunta AC (Niamey)

## Sobre a liga
Embora o Campeonato do Niger tenha sido disputado desde 1966, a estrutura mudou ao longo do tempo e, em alguns anos, a competição foi cancelada ou encurtada. Mais recentemente, o Campeonato foi cancelado completamente em 2002, e vários clubes importantes desistiram em 2004 e 2005 por razões financeiras e por causa da Fome de 2005 que aflige o centro sul do país. Em 2004, por exemplo, três clubes do primeiro turno foram desqualificados, e mais de duas dúzias de jogos foram anulados ou concedidos após o fato por várias ofensas.
Desde a década de 1990, os clubes competem em uma fase de grupos, os vencedores avançam para a "Super Liga", que disputa a segunda metade da temporada, com os perdedores disputando uma liga para determinar quais clubes serão rebaixados para as ligas Regionais . As ligas em cada uma das regiões do Níger (chamadas de Nigerien D2 Championships) enviam os campeões para um play-off para determinar quais dois clubes serão promovidos. Historicamente, Niamey teve a liga regional mais bem sucedida e forneceu a maioria dos clubes no campeonato nacional. Apenas dois clubes de fora de Niamey já venceram o campeonato. A Liga de Niamey tem sido poderoso o suficiente para que, após disputas sobre o rebaixamento em 2000, cinco clubes Niamey formaram sua própria competição rival (o "Coupe des Sponsors") e jogaram apenas o campeonato da Ligue de Niamey na temporada de 2002, quando Fenifoot cancelou a temporada devido a déficits de financiamento.
Em 2008, foram 20 clubes inscritos, divididos em quatro grupos ( Groupe A, B, C, D ) de cinco. As duas primeiras equipes de cada grupo seguem para a Superliga, enquanto o último time de cada grupo entra em um play-off de rebaixamento, no qual dois times são rebaixados. As primeiras etapas foram jogadas em dez rodadas de março a junho, o play-off de rebaixamento em três rodadas em julho, e a Super League em sete rodadas de julho a agosto.
A Copa do Níger, assim como uma série de troféus regionais e internacionais, são jogados simultaneamente.
A partir de 2010, a liga será dividida em dois grupos de dez.

## Campeões
| Ano  | Clube          | #    |
| ---- | -------------- | ---- |
| 1966 | Olympic FC     | (1)  |
| 1967 | Olympic FC     | (2)  |
| 1968 | Olympic FC     | (3)  |
| 1969 | Olympic FC     | (4)  |
| 1970 | Olympic FC     | (5)  |
| 1971 | AS FAN         | (1)  |
| 1972 | sem campeonato |      |
| 1973 | Sahel SC       | (1)  |
| 1974 | Sahel SC       | (2)  |
| 1975 | AS FAN         | (2)  |
| 1976 | Olympic FC     | (6)  |
| 1977 | Olympic FC     | (7)  |
| 1978 | Olympic FC     | (8)  |
| 1979 | sem campeonato |      |
| 1980 | AS Niamey      | (1)  |
| 1981 | AS Niamey      | (2)  |
| 1982 | AS Niamey      | (3)  |
| 1983 | Jangorzo FC    | (1)  |
| 1984 | Espoir FC      | (1)  |
| 1985 | Zumunta AC     | (1)  |
| 1986 | Sahel SC       | (3)  |
| 1987 | Sahel SC       | (4)  |
| 1988 | Zumunta AC     | (2)  |
| 1989 | Olympic FC     | (9)  |
| 1990 | Sahel SC       | (5)  |
| 1991 | Sahel SC       | (6)  |
| 1992 | Sahel SC       | (7)  |
| 1993 | Zumunta AC     | (3)  |
| 1994 | Sahel SC       | (8)  |
| 1995 | sem campeonato |      |
| 1996 | Sahel SC       | (9)  |
| 1998 | Olympic FC     | (10) |
| 1999 | Olympic FC     | (11) |
| 2000 | JS du Ténéré   | (1)  |
| 2001 | JS du Ténéré   | (2)  |
| 2002 | sem campeonato |      |
| 2003 | Sahel SC       | (10) |
| 2004 | Sahel SC       | (11) |
| 2005 | AS GNN         | (1)  |
| 2006 | AS GNN         | (2)  |
| 2007 | Sahel SC       | (12) |
| 2008 | AS Police      | (1)  |
| 2009 | Sahel SC       | (13) |
| 2010 | AS FAN         | (3)  |
| 2011 | AS GNN         | (3)  |
| 2012 | Olympic FC     | (12) |
| 2013 | AS Douanes     | (1)  |
| 2014 | AS GNN         | (4)  |
| 2015 | AS Douanes     | (2)  |
| 2016 | AS FAN         | (4)  |
| 2017 | AS FAN         | (5)  |
| 2018 | AS SONIDEP     | (1)  |
| 2019 | AS SONIDEP     | (2)  |
| 2020 | sem campeonato |      |
| 2021 | US GN          | (1)  |
| 2022 | ASN Nigelec    | (1)  |
| 2023 | AS GNN         | (5)  |

## Performance dos clubes
| Clube        | Cidade | Títulos | Último título |
| ------------ | ------ | ------- | ------------- |
| Sahel        | Niamey | 13      | 2009          |
| Olympic      | Niamey | 12      | 2012          |
| AS FAN       | Niamey | 5       | 2017          |
| AS GNN       | Niamey | 5       | 2023          |
| AS Niamey    | Niamey | 3       | 1982          |
| Zumunta AC   | Niamey | 3       | 1993          |
| AS Douanes   | Niamey | 2       | 2015          |
| JS du Ténéré | Niamey | 2       | 2001          |
| AS SONIDEP   | Niamey | 2       | 2019          |
| Jangorzo FC  | Maradi | 1       | 1983          |
| Espoir FC    | Zinder | 1       | 1984          |
| AS Police    | Niamey | 1       | 2008          |
| US GN        | Niamey | 1       | 2021          |
| ASN Nigelec  | Niamey | 1       | 2022          |

## Participações dos clubes na CAF
Liga dos Campeões
| Clube   | N° | Ano                               |
| ------- | -- | --------------------------------- |
| Olympic | 6  | 1967, 1968, 1969, 1970, 1971,1975 |
| Sahel   | 1  | 1974                              |
| ASFAN   | 1  | 1972                              |